# Michael Mantler
Michael Mantler (ur. 10 sierpnia 1943 w Wiedniu) – austriacki trębacz i kompozytor nowego jazzu i muzyki współczesnej.

## Działalność w Stanach Zjednoczonych
Mantler urodził się w Wiedniu (Austria). Na wiedeńskiej Akademii Muzycznej studiował muzykologię i grę na trąbce. W 1962 wyjechał do Stanów Zjednoczonych, by kontynuować naukę w Berklee College of Music w Bostonie. Po dwuletniej nauce przeniósł się do Nowego Jorku i nawiązał kontakty z awangardą muzyczną; grał np. z Cecilem Taylorem. Został także członkiem Jazz Composers Guild, po której rozpadzie w 1965 założył Jazz Composers' Orchestra Association (JCOA), niekomercyjną organizację umożliwiającą wykonywanie i nagrywanie nowych kompozycji przeznaczonych dla muzyków i zespołów jazzowych (w tym również dla założonej przez siebie i Carlę Bley - Jazz Composer's Orchestra). Konieczność rozwiązania problemów z niezależną dystrybucją nagrań doprowadziła do powstania w 1972 roku New Music Distribution Service (jako oddziału JCOA), organizacji, która miała służyć wielu niezależnym wytwórniom przez prawie dwadzieścia lat.
Jego partnerką, artystyczną i życiową, była wtedy Carla Bley. Żyli w potwierdzonej prawnie wspólnocie małżeńskiej, jednak bez formalnie zawartego związku i ślubnej ceremonii. Ich córka, Karen Mantler, również została muzykiem.
Wykorzystując zdobyte wcześniej doświadczenia w 1973 Carla Bley i Mantler założyli własną firmę - WATT (wytwórnia płytowa, studio nagrań i wydawnictwo), która miała zajmować się wydawaniem wyłącznie ich własnych płyt.
Niemal od początku Mantlera bardziej interesowało komponowanie, niż przewodzenie zespołom czy koncertowanie. Nagrał wiele albumów solowych eksperymentując z instrumentarium i składami personalnymi. Wśród nich np. album z sekcją smyczkową Londyńskiej Orkiestry Symfonicznej i solistami (Something There), a także kilka albumów, w których warstwę słowną tworzyły teksty pisarzy tak różnych, jak Samuel Beckett ( No Answer), Harold Pinter (Silence) i Edward Gorey (The Hapless Child).
Otrzymywał liczne zaproszenia z Europy i często występował z europejskimi orkiestrami, m.in. szwedzkiego, duńskiego i niemieckiego radia czy orkiestrą opery w Lille (Francja). 
Jego album z 1987 Many Have No Speech, to płyta z utworami w języku angielskim, niemieckim i francuskim, oparta na poezji Samuela Becketta, Ernsta Meistera i Philippe'a Soupault. Muzyka została napisana na orkiestrę kameralną, trąbkę i gitary oraz, dodatkowo, głosy muzyków rockowych. W nagraniach wzięli udział: 
Jack Bruce, Marianne Faithfull i Robert Wyatt.

## Działalność w Europie
W 1991 roku Mantler opuścił Stany Zjednoczone i przeniósł się do Europy, dzieląc swój czas pomiędzy stolicę Danii, Kopenhagę i południe Francji.
Dla Donaufestival (austriackiego festiwalu muzycznego) skomponował utwór orkiestrowy, wykonany po raz pierwszy w czerwcu 1991 przez wiedeńską Tonkünstler Orchestra pod dyrekcją Michaela Gibbsa, z Andy Sheppardem jako solistą. 
Nowe utwory zostały również zamówione u niego przez Big Band duńskiego radia i Big Band Radia Północnych Niemiec w Hamburgu.
W 1992 Mantler nagrał nowy album, zatytułowany Folly Seeing All This, (wydany przez ECM Records w marcu 1993), na którym można usłyszeć Kwartet smyczkowy Balanescu oraz innych instrumentalistów. Album zawiera nowe kompozycje instrumentalne i jeden utwór, w którym wykorzystane zostało ostatnie dzieło Samuela Becketta, napisany na krótko przed śmiercią w 1989 r., poemat "What is the Word", wykonywany na płycie przez Jacka Bruce'a.
W 1993 roku założył zespół muzyki kameralnej i pieśni: "Chamber Music and Songs". Skład zespołu stanowili: Michael Mantler - trąbka, Mona Larsen - śpiew, 
Bjarne Roupé - gitara, Kim Kristensen - instrumenty klawiszowe oraz kwartet smyczkowy składający się z Marianne Sorensen - skrzypce, Mette Winther - altówka, Gunnar Lychou - altówka i Helle Sorensen - wiolonczela. Pierwszy występ zespołu miał miejsce w sali Jazzhouse w Kopenhadze we wrześniu 1993. Wkrótce potem w studiu duńskiego radia zorganizowano sesję nagraniową.
Kompozycja Mantlera Cerco un Paese Innocente, czyli suita pieśni i interludiów na głos, nietypowy big band i zespół kameralny, ze słowami włoskiego poety Giuseppe Ungaretti, miała swoją premierę podczas koncertu w duńskim radiu w styczniu 1994 roku. Wykonawcami byli: Mona Larsen, zespół Mantlera i Big Band Duńskiego Radia pod dyrekcją Ole Kock Hansena. Występ został następnie nagrany w studiu i wydany na płycie przez ECM Records w 1995 roku.
Utwór The School of Understanding (z podtytułem "coś-w-rodzaju-opery"), miał swoją premierę w sierpniu 1996 r. w Arken, nowym Muzeum Sztuki Nowoczesnej w Kopenhadze. Wokalistami byli: Jack Bruce, Mona Larsen, Susi Hyldgaard, John Greaves, Don Preston, Karen Mantler, Per Jorgensen, Robert Wyatt. Następne wykonanie, w berlińskim Hebbel Theater, zostało zarejestrowane i wydane przez ECM Records w listopadzie 1997.
Mantlerowska One Symphony, zamówiona przez rozgłośnię radiową Hesji (Hessischer Rundfunk), miała swoją premierę w listopadzie 1998 r. Wykonała ją orkiestra symfoniczna frankfurckiego radia (Radio Symphony Orchestra Frankfurt), którą dyrygował Peter Rundel. Nagranie utworu zostało wydane w lutym 2000 r., wraz z wcześniejszymi nagraniami Mony Larsen i zespołu "Chamber Music and Songs", wykonujących utwory do tekstów Ernsta Meistera.
Hide and Seek, album pieśni z tekstami Paula Austera (na podstawie jego sztuki o tym samym tytule) w wykonaniu orkiestry kameralnej i solistów w osobach Roberta Wyatta i Susi Hyldgaard, ukazał się marcu 2001. Inscenizacja tego dzieła, według pomysłu Rolfa Heima (który wcześniej pracował z Mantlerem przy spektaklach The School of Understanding) miała miejsce na wiosnę 2002 roku w Kopenhadze (Kanonhallen) i Berlinie (Hebbel Theater).
Koncert na marimbę i wibrafon (napisany dla portugalskiego perkusisty Pedro Carneiro w 2001 r.), miał premierę w Radio Hesja w marcu 2005. Wykonany został przez Orkiestrę Symfoniczną Radia Frankfurt pod dyrekcją Pascala Rophé.
We wrześniu 2006 w klubie muzycznym "Porgy & Bess" w Wiedniu odbył się szereg koncertów z udziałem "Chamber Music and Songs", w czasie których zaprezentowano retrospektywny przegląd twórczości kompozytora.
Antologia Review (nagrania z lat 1968 - 2000), wydana przez ECM w 2006 r., to dokument muzycznej drogi przebytej przez Mantlera i zapis ponad 30. lat współpracy i nagrań dokonywanych dla JCOA, WATT and ECM. 
W listopadzie 2007 r. Mantler wystąpił w Berlinie na festiwalu JazzFest prezentując Concertos, w których brał udział zespół kameralny muzyki nowoczesnej z Berlina (Kammerensemble Neue Musik Berlin) pod dyrekcją Rolanda Kluttiga. Studyjne już nagrania koncertów, podczas których solistami byli: Bjarne Roupé (gitara), Bob Rockwell (saksofon tenorowy), Roswell Rudd (puzon), Pedro Carneiro (marimba i wibrafon), Majella Stockhausen (fortepian), Nick Mason (perkusja) 
i Michael Mantler - trąbka, zostały wydane przez ECM w listopadzie 2008 roku.
Austriacy docenili Michaela Mantlera honorując go Nagrodą Państwową (za muzykę improwizowaną). Miasto St. Pölten (gdzie spędził dzieciństwo)przyznało mu nagrodę im. Jakoba Prandtauera. Otrzymał też Nagrodę Muzyczną Miasta Wiednia.

## Dyskografia

### Jako kompozytora lub lidera
- 1966: Communication (Fontana) - Jazz Composer's Orchestra
- 1966: Jazz Realities (Fontana) - ze Steve’em Lacym i Carlą Bley
- 1968: The Jazz Composer's Orchestra (JCOA/ECM) - z Cecilem Taylorem, Donem Cherry, Pharoah Sandersem, Larrym Coryellem, Roswellem Ruddem i Gato Barbieri
- 1974: No Answer (Watt/ECM) - z Donem Cherry, Jackiem Bruce’em i Carlą Bley
- 1975: 13 (Watt/ECM) - na dwie orkiestry i fortepian
- 1976: The Hapless Child (Watt/ECM) - z Robertem Wyattem, Terje Rypdalem i Jackiem DeJohnette
- 1977: Silence (Watt/ECM) - z Robertem Wyattem, Kevinem Coyne i Chrisem Speddingiem
- 1978: Movies (Watt/ECM) - z Larrym Coryellem, Steve’em Swallowem i Tonym Williamsem
- 1980: More Movies (Watt/ECM) - z Philipem Catherine, Steve’em Swallowem i Garym Windo
- 1983: Something There (Watt/ECM) - z Nickiem Masonem, Mikiem Sternem, Michaelem Gibbsem i Londyńską Orkiestrą Symfoniczną (smyczki)
- 1985: Alien (Watt/ECM) - z Donem Prestonem
- 1987: Live  (Watt/ECM) - z Jackiem Bruce’em, Rickiem Fennem, Donem Prestonem i Nickiem Masonem
- 1988: Many Have No Speech (Watt/ECM) - z Jackiem Bruce’em, Marianne Faithfull, Robertem Wyattem, Rickiem Fennem i Danish Radio Concert Orchestra
- 1990: The Watt Works Family Album (WATT/ECM) - sampler
- 1993: Folly Seeing All This (ECM) - z The Balanescu String Quartet, Rickiem Fennem i Jackiem Bruce’em
- 1995: Cerco Un Paese Innocente (ECM) - z Moną Larsen, Chamber Ensemble i The Danish Radio Big Band
- 1997: The School of Understanding (opera) (ECM) - z Jackiem Bruce’em, Moną Larsen, Susi Hyldgaard, Johnem Greavesem, Donem Prestonem, Karen Mantler, Perem Jørgensenem, Robertem Wyattem, zespołem kameralnym, smyczkami z The Danish Radio Concert Orchestra (dyr. Giordano Bellincampi); słowa: Michael Mantler
- 2000: Songs and One Symphony (ECM) - z Moną Larsen, Chamber Ensemble i Radio Symphony Orchestra Frankfurt (dyr. Peter Rundel)
- 2001: Hide and Seek (ECM) - z Robertem Wyattem, Susi Hyldgaard i zespołem kameralnym
- 2006: Review (ECM) - nagrania z lat 1968 - 2000
- 2008: Concertos (ECM) - Michael Mantler, Bjarne Roupé, Bob Rockwell, Roswell Rudd, Pedro Carneiro, Majella Stockhausen, Nick Mason, Kammerensemble Neue Musik Berlin (dyr. Roland Kluttig)
- 2011: For Two (ECM)
- 2014: The Jazz Composer's Orchestra Update (ECM)
- 2017: Comment c'est (ECM)

### Z Carlą Bley
- 1971: Escalator over the Hill (JCOA/ECM)
- 1974: Tropic Appetites (Watt/ECM)
- 1977: Dinner Music (Watt/ECM)
- 1978: European Tour 1977 (Watt/ECM)
- 1979: Musique Mecanique (Watt/ECM)
- 1981: Social Studies (Watt/ECM)
- 1981: Amarcord Nino Rota (Hannibal) - różni artyści
- 1982: Live! (Watt/ECM)
- 1983: Mortelle Randonnée (Polygram) - ścieżka dźwiękowa filmu Claude'a Millera
- 1984: I Hate to Sing (Watt/ECM)
- 1984: Heavy Heart (Watt/ECM)
- 1984: That's the Way I Feel Now (A&M) - różni artyści

### Z innymi muzykami
- 1969: A Genuine Tong Funeral (RCA) - Gary Burton
- 1970: Liberation Music Orchestra (Impulse) - Charlie Haden i Liberation Music Orchestra
- 1976: Kew. Rhone. (Virgin) - John Greaves i Peter Blegvad
- 1981: Fictitious Sports (Harvest) - Nick Mason
- 1983: The Ballad of the Fallen (ECM) - Charlie Haden i The Liberation Music Orchestra